# Ptilinopus solomonensis
Ptilinopus solomonensis là một loài chim trong họ Columbidae.